# David Hassan
David Hassan est un acteur ivoirien. Il tournait dans la série Qui fait ça ?.

## Au nom du Christ
- ‘’Comment ça va?”
- Qui fait ça ?
- Cauphy Gombo
- Caramel
- Quoi de neuf ?